# Familia Flintstone în Hollyrock
Familia Flintstone în Hollyrock (engleză Hollyrock-a-Bye Baby) este un film de televiziune animat, ce se bazează pe serialul Familia Flintstone. A avut premiera pe American Broadcasting Company pe 5 decembrie 1993. Filmul este o continuare a lui Familia Flintstone: Eu Yabba-Dabba Do!, care îi arată pe Pebbles și Bamm-Bamm în final ca oameni adulți.
Filmul s-a redifuzat ulterior pe Cartoon Network și Boomerang în mod ocazional.
În România acest film a avut premiera pe 14 ianuarie 2012 pe canalul Boomerang, însă cu lipsă de dublaj în română ci doar difuzat în engleză.

## Premisă
Acum căsătoriți, Pebbles și Bamm-Bamm Flintstone devin în curând binecuvântați: Pebbles este însărcinată. Așa că familiile Flintstone și Rubble se duc în Hollyrock să stea cu ei, iar Fred închiriază un nou RV pentru această ocazie. Însă Pebbles este ocupată cu cariera sa de publicitate, iar Bamm-Bamm încearcă în mod disperat să își vândă scenariul și nici el nu este pregătit să aibă de a face cu o vizită parentală supra-prelungită. În timp ce Wilma și Betty au grijă să pregătească totul pentru venirea "noului sosit", Fred și Barney vând cu amănuntul scenariul lui Bamm-Bamm, împotriva dorințelor sale expresive. Actori din Hollyrock, șefi de crimă și saci de bowling accentuează confuzia înainte ca următoarea generație Flintstone să apară pe scenă.

## Voci
- Henry Corden - Fred Flintstone
- Charlie Adler - Rocky
- Jean Vander Pyl - Wilma Flintstone
- Michael Bell - Domnul Pyrite
- Kath Soucie - Pebbles Flintstone-Rubble
- Brad Garrett - Big Rock
- Frank Welker - Barney Rubble, Dino, J. Rocko, Polițist #1
- Mark Hamill - Slick
- B.J. Ward - Betty Rubble
- Mary Hart - Mary Hartstone
- Jerry Houser - Bamm-Bamm Rubble
- Howard Morris - Pasăre
- Janet Waldo - Pearl Slaghoople
- Don Messick - Bamm-Bamm mic, Bodyguard, Șofer de autobuz turistic
- John Stephenson - Domnul George Nate Sylvester Sam Howard Henry Oscar, Slate, Polițist #2
- Russi Taylor - Pebbles mică
- John Tesh - John Teshadactyl
- Raquel Welch - Shelly Millstone

## Legături externe
- Familia Flintstone în Hollyrock la Internet Movie Database
- Familia Flintstone în Hollyrock pe site-ul The Big Cartoon DataBase